# L'Avenir (Belgique)
Pour les articles homonymes, voir L'Avenir.
 (avril 2020).
Les éditions de l'Avenir, communément appelée « L'Avenir » et anciennement « Vers l'Avenir », est une entreprise de presse écrite belge de langue française dont le siège social est à Namur. 
Appartenant au groupe IPM, l'Avenir est un quotidien qui se décline en douzes éditions régionales couvrant l'actualité de la Région wallonne. Celles-ci ont été regroupées depuis le 1er juin 2010 sous la marque unique L'Avenir. Ce quotidien fait partie des grands journaux belges francophones à tirage payant. 

## Historique

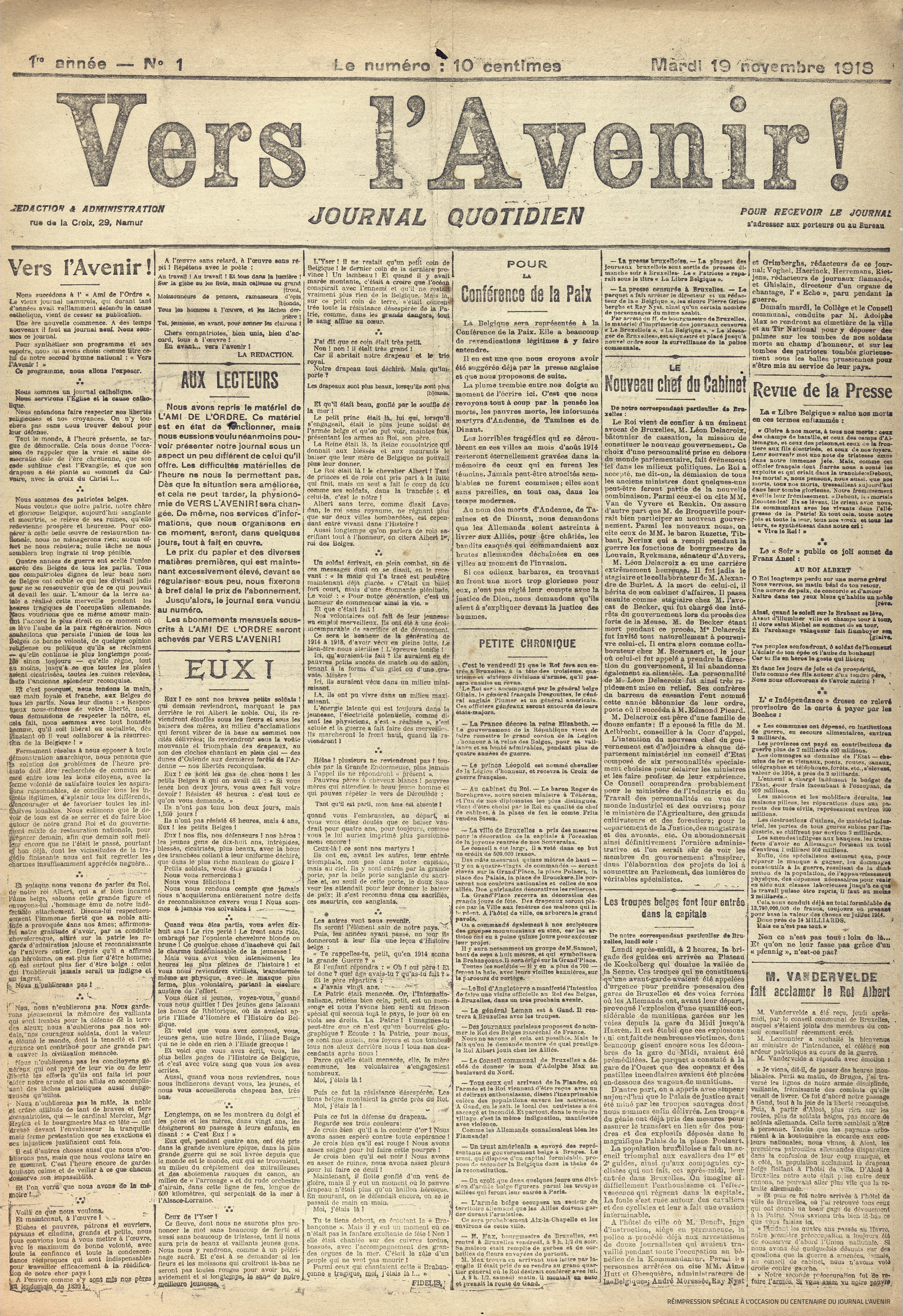
Le premier numéro de Vers l'Avenir, 19 novembre 1918.

Le tabloïd namurois Vers l'Avenir, à l'origine du groupe de presse, est publié depuis le 19 novembre 1918. Il succédait au quotidien catholique L'Ami de l'Ordre (6 août 1839 - 18 novembre 1918).

### La fondation et les débuts
Thomas-Louis Heylen, évêque de Namur, veut remplacer L’Ami de l’ordre, organe catholique et conservateur bien implanté dans cette province, mais qui a continué à paraître pendant l’occupation allemande. Dans l’enthousiasme qui entoure l’Armistice du 11 novembre 1918, le prélat trouve un directeur (le Verviétois René Delforge), un titre (Vers l’Avenir !, le second hymne patriotique belge après la Brabançonne), une imprimerie (celle de L’Ami de l’Ordre). Le programme reposera sur deux piliers : la patrie belge, symbolisée par le Roi, et la religion catholique, incarnée par le Pape. Un troisième axe s’impose d’emblée : la reconstruction, le progrès social, dans l’union des classes. Aider à relever Namur et toute sa province.
Les débuts sont difficiles. Les premiers journaux ne font que deux pages, sans illustration. Glorification des héros et petites nouvelles locales s’y entremêlent. Mais la gestion est chaotique. Il faut attendre 1923 avant d’assister à un vrai départ : refinancement, installation dans un nouveau bâtiment, boulevard Ernest Mélot (le journal y restera 83 ans), rotative permettant l’insertion de photos. Vers l’Avenir connait alors une première période de prospérité, s’imposant comme le défenseur du parti catholique namurois mais aussi comme le mieux informé dans tous les domaines de la vie locale, des sports aux faits divers. Se replonger aujourd’hui dans les collections de cette époque est un enchantement. On y découvre des polémiques enflammées, contre l’ennemi socialiste diabolisé, et, à partir de 1936, contre les rexistes de Léon Degrelle. On y lit[Qui ?] aussi des récits passionnants, rédigés avec rigueur, style, précision[Interprétation personnelle ?], quand il s’agit de relater la catastrophe ferroviaire de Namur de 1929, la mort accidentelle du roi Albert à Marche-les-Dames en 1934 ou l’éboulement d’un charbonnage à Flawinne en 1939.

### La Seconde Guerre mondiale
L’approche, puis le déclenchement de la Seconde Guerre mondiale frappent le journal. Celui-ci cesse de paraître le 13 mai 1940, quand les Allemands entrent à Namur. Il reprend vie quatre ans plus tard, le 8 septembre 1944. Les mois qui suivent sont ardus : le papier manque, les communications sont impossibles. Au début 1945, le journal ne paraît plus qu’un jour sur trois. Il faut attendre la capitulation allemande pour que, peu  à peu, la situation se normalise. Les colonnes du journal se remplissent alors des dizaines de comptes rendus des procès pour collaboration avec l’ennemi.

### L'expansion
Puis la vie reprend son cours. Les pages s’égaient, s’ouvrent aux loisirs. La publicité revient. Les ventes grimpent : grâce au soutien des comités Bonne presse, Vers l’Avenir est présent dans presque tous les foyers de Hesbaye namuroise, du Condroz, d’Ardenne, sans négliger sa chère ville de Namur.  Deux hommes se partagent la direction. Le baron Philippe de Thysebaert est le gestionnaire, patron de presse prudent, respecté, soucieux de finances saines et de paix sociale, visionnaire dans le nécessaire déploiement hors des limites provinciales. Marc Delforge, fils du fondateur, conduit la rédaction avec exigence. Parmi les journalistes, deux noms sont à épingler : Abel Berger, pour l’information provinciale, et Maurice Dandumont, pour les sports.
Il faut grandir. Successivement, Vers l’Avenir achète plusieurs autres quotidiens régionaux de Wallonie, au profil comparable, et crée de nouvelles éditions ailleurs. L’impression, les services administratifs, le traitement de l’information nationale et étrangère sont centralisés à Namur, les rédactions régionales gardant leurs bureaux. Ainsi, entrent dans le groupe L’Avenir du Luxembourg en 1948, Le Courrier de Verviers en 1956, Le Courrier de l’Escaut (Tournai) en 1968, Le Jour (Verviers aussi) en 1986, Le Rappel (Charleroi) en 1987. Vers l’Avenir Huy-Waremme démarre en 1949, Brabant wallon en 1974, Entre-Sambre-et-Meuse en 1987, Basse-Sambre en 1996 et dernier né, Le Courrier (Mouscron) en 2004.
Les années 1970 voient un tournant. La société a changé. Vers l’Avenir prend ses distances vis-à-vis du Parti social-chrétien et ouvre ses colonnes à d’autres courants de pensée. Le journal de combat devient journal de débats. Le journaliste n’est plus un militant, mais un observateur curieux, attentif. De nouveaux sujets, comme l’économie et la défense de l’emploi, l’environnement, l’aménagement du territoire entrent dans les pages, même si la politique communale, le fait divers, le sport restent des matières fortes.
Les progrès techniques s’accélèrent. Disparition de la composition au plomb en 1975, construction d’une nouvelle rotative à Rhisnes (parc industriel) en 1984, apparition de la photo couleurs. Les ventes du journal connaissent leur apogée en 1994, avec 123 600 exemplaires quotidiens. Le besoin de diversification se fait néanmoins sentir : impression de toutes-boîtes en 1998, lancement de Radio Vers l’Avenir en 1983, du Journal des Enfants en 1992.

### L’évêque de Namur se retire
Une période de crise survient en 1991, avec la nomination d'André Léonard comme évêque de Namur. Elle touche d’abord la rédaction. Car, dans un diocèse divisé en partisans et adversaires du prélat, chacun fait pression. André Léonard veut utiliser le quotidien, dont il reste l’actionnaire majoritaire, comme tribune personnelle. Le conflit l’oppose ensuite aux familles héritières des cofondateurs, qu’il écarte de la gestion. Finalement, le diocèse se retire.

## Actionnariat récent
En 2006, l'entreprise est intégralement rachetée par la VUM, éditrice du Standaard et du Nieuwsblad. L’impression du journal est déplacée à Grand-Bigard. Ces années sont aussi marquées par le déménagement du siège central de Namur vers Bouge en 2006 ; le passage au tabloïd full quadri en 2007, l’apparition du nouveau nom, commun à tous les titres, L’Avenir, en 2010. Le premier site internet, lancé en 2006, s’appelle votrejournal.be ; il se mue en Actu24, puis lavenir.net.
En 2013, le groupe flamand, rebaptisé Corelio, se recentre sur le nord du pays et revend Les Éditions de l’Avenir à l’intercommunale liégeoise Tecteo, devenue depuis Nethys.
En 2020, Nethys cède l'intégralité de ses parts au groupe IPM, éditeur de la La Libre, pour un montant inconnu malgré une transaction qualifiée d'« ouverte et transparente » par le conseil d'administration de Nethys,,.

## Éditions
Les douze éditions quotidiennes sont les suivantes : 
- L'Avenir Namur
- L'Avenir Luxembourg
- L'Avenir Wallonie Picarde
- L'Avenir Verviers
- L'avenir Brabant Wallon
- L'avenir Huy-Waremme
- L'Avenir Sambre-et-Meuse
- L'Avenir Basse Sambre
- L'Avenir Liège
- L'Avenir Charleroi
- L'Avenir Mons-Centre
- L'avenir Bruxelles

Il existe aussi un hebdomadaire pour les plus jeunes (9-13 ans) :
- JDE - Journal des Enfants

## Archives

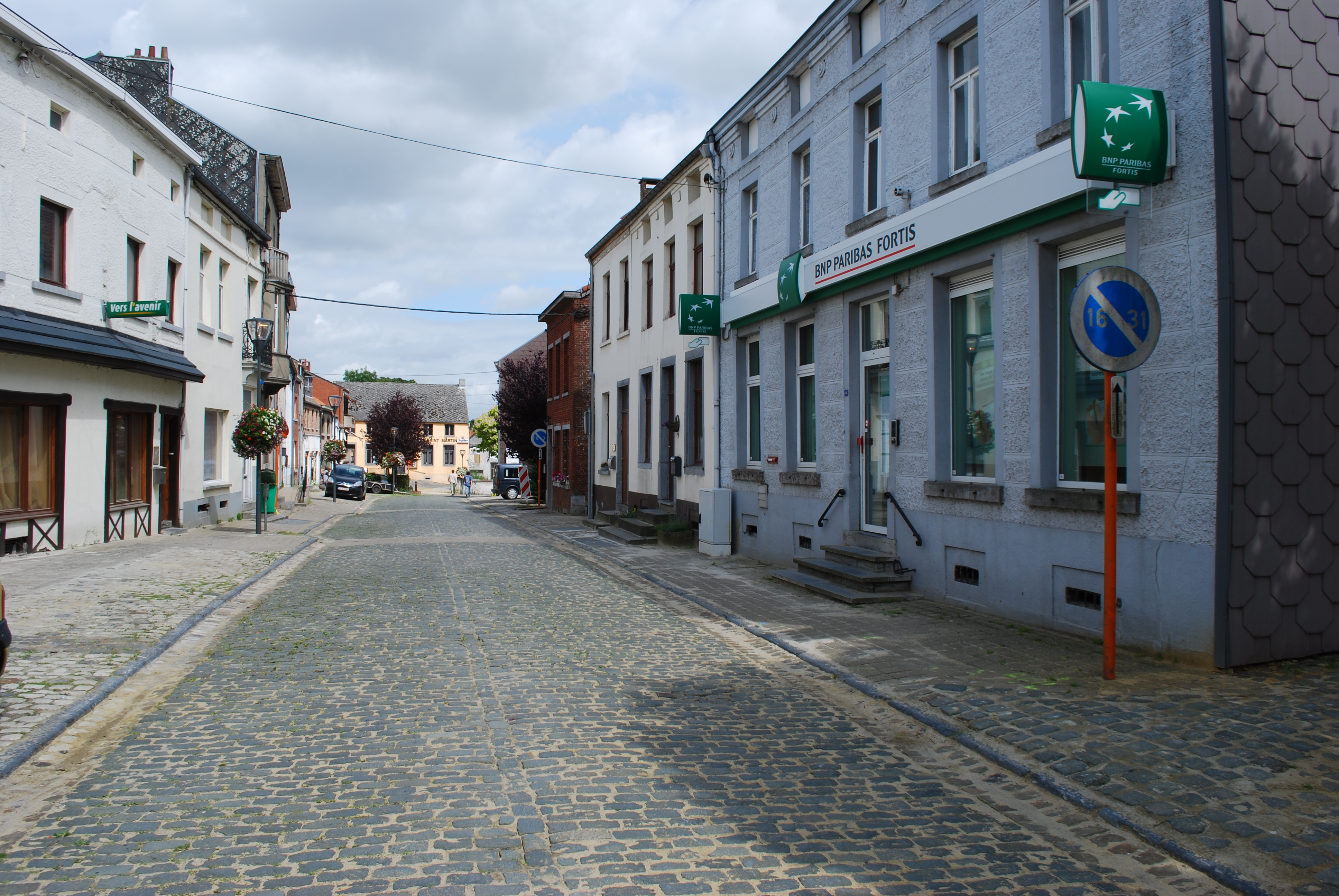
L'Avenir, à Villers-la-Ville

Les collections de revues et journaux namurois anciens (1829-1981) de la Société archéologique de Namur ont été mises en dépôt en 1999 au Service des Archives régionales du Service public de Wallonie au Moulin de Meuse à Beez (Namur). Un inventaire complet en a été publié en 2000.

## Sources
- Pierre De Spiegeler et Michel Weyssow, Inventaire de la collection de presse de la Société archéologique de Namur déposée au Centre des Archives de la Région wallonne, in Annales de la Société archéologique de Namur, Tome 74, 2000, pages 303-333
- Marie-Louise Warnotte, Étude sur la presse à Namur 1794-1914, Paris, Louvain, Nauwelaerts, 1965, Cahiers du Centre inter-universitaire d'histoire contemporaine, no 44
- Marie-Louise Warnotte, L'Ami de l'Ordre, quotidien catholique namurois, de 1839 à 1914, Paris, Louvain, Nauwelaerts, 1968, Cahiers du Centre inter-universitaire d'histoire contemporaine, no 51
- Jean-François Pacco (dir), Vers l'Avenir 1918-2018, Cent ans d'information en province de Namur, Société archéologique de Namur, 2018